# Bruno Faidutti
Bruno Faidutti (23 d'octubre de 1961) és un historiador i sociòleg resident a França, conegut per ser creador de jocs de taula. Bruno Faidutti ha estudiat dret, economia, sociologia i història. És doctor en història, amb una tesi sobre la representació dels unicornis a l'art i la literatura des de l'edat mitjana. Ara és professor d'economia i ciències socials a París.
Com a jugador ho ha tastat tot, des dels jocs de rol fins al pòquer, passant per tota classe de jocs de societat, del més ximple al més complex. Com a autor de jocs és el més prolífic i més conegut de França. Concilia amb mà de mestre l'elegància de regles i el tempo del joc amb el caos i l'humor, sempre partint de la interacció entre els jugadors. Sempre que pot, treballa en col·laboració amb altres autors europeus o americans. D'entre els més de setanta jocs que ha publicat des de 1983, es poden destacar Ciudadelas (2002) i el recent Mascarade (2013).

## Llista seleccionada de jocs
- Knightmare Chess, 1991 (amb Pierre Cléquin)
- Citadels, 2000[2]
- Castle, 2000 (amb Serge Laget)
- China Moon, 2003
- Mystery of the Abbey, 2003 (amb Serge Laget)
- Queen's Necklace, 2003 (amb Bruno Cathala)
- Key Largo, 2005 (amb Paul Randles and Mike Selinker)
- Diamant (aka Incan Gold), 2005 (amb Alan R. Moon)
- Ad Astra, 2009 (amb Serge Laget)
- Mascarade, 2013